# Sloanea truncata
Espèce
Classification phylogénétique
Sloanea truncata  est une espèce d’arbres tropicaux originaires des forêts primaires des Petites Antilles.

## Noms vernaculaires
- Guadeloupe : Chataîgnier à petites feuilles.

## Synonymes
- Sloanea massonii Sw.